# Tarachidia mora
Tarachidia mora är en fjärilsart som beskrevs av Köhler 1979. Tarachidia mora ingår i släktet Tarachidia och familjen nattflyn. Inga underarter finns listade i Catalogue of Life.